# Fukushima-ku
Fukushima-ku (福島区?, Fukushima-ku) è uno dei 24 quartieri di Ōsaka, in Giappone. Ha un'area di 8,88 km² e conta una popolazione di 69.569 abitanti al 2012. Il quartiere è prevalentemente residenziale, ma dispone di numerosi uffici e di distretti commerciali con diverse fabbriche e centri della logistica. Negli ultimi anni grazie ai rapidi collegamenti con Umeda nella zona sono stati realizzati diverse torri per appartamenti e per uffici.
Il quartiere è delimitato a nord dal fiume Yodo e a sud dal fiume Dōjima.

## Storia
Il distretto (la parte nord di Dōjima) durante il periodo Edo era un distretto agricolo suburbano, e durante il periodo Meiji vi furono costruite diverse fabbriche tessili. Anche oggi rimangono molte ditte di stampa e tipografia a testimoniare la storia passata. Prima della seconda guerra mondiale qui si trovavano l'Ospedale dell'Università di Osaka e il mercato centrale di Osaka. Dopo il conflitto vennero realizzati diversi edifici per uffici attorno alla stazione di Fukushima e molte aree precedentemente industriali vennero convertite in residenziali, con molte torri per appartamenti realizzate e realizzande negli ultimi anni.

## Punti di interesse e Servizi

### Edifici

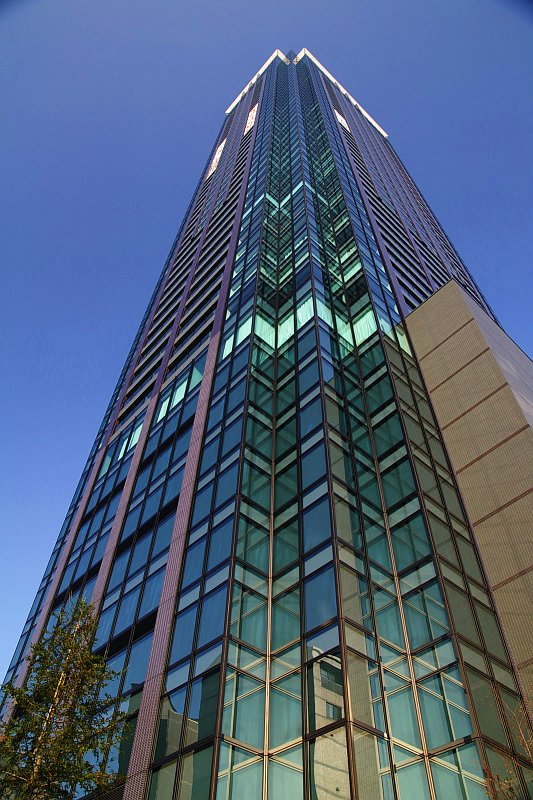
City Tower Nishi-Umeda

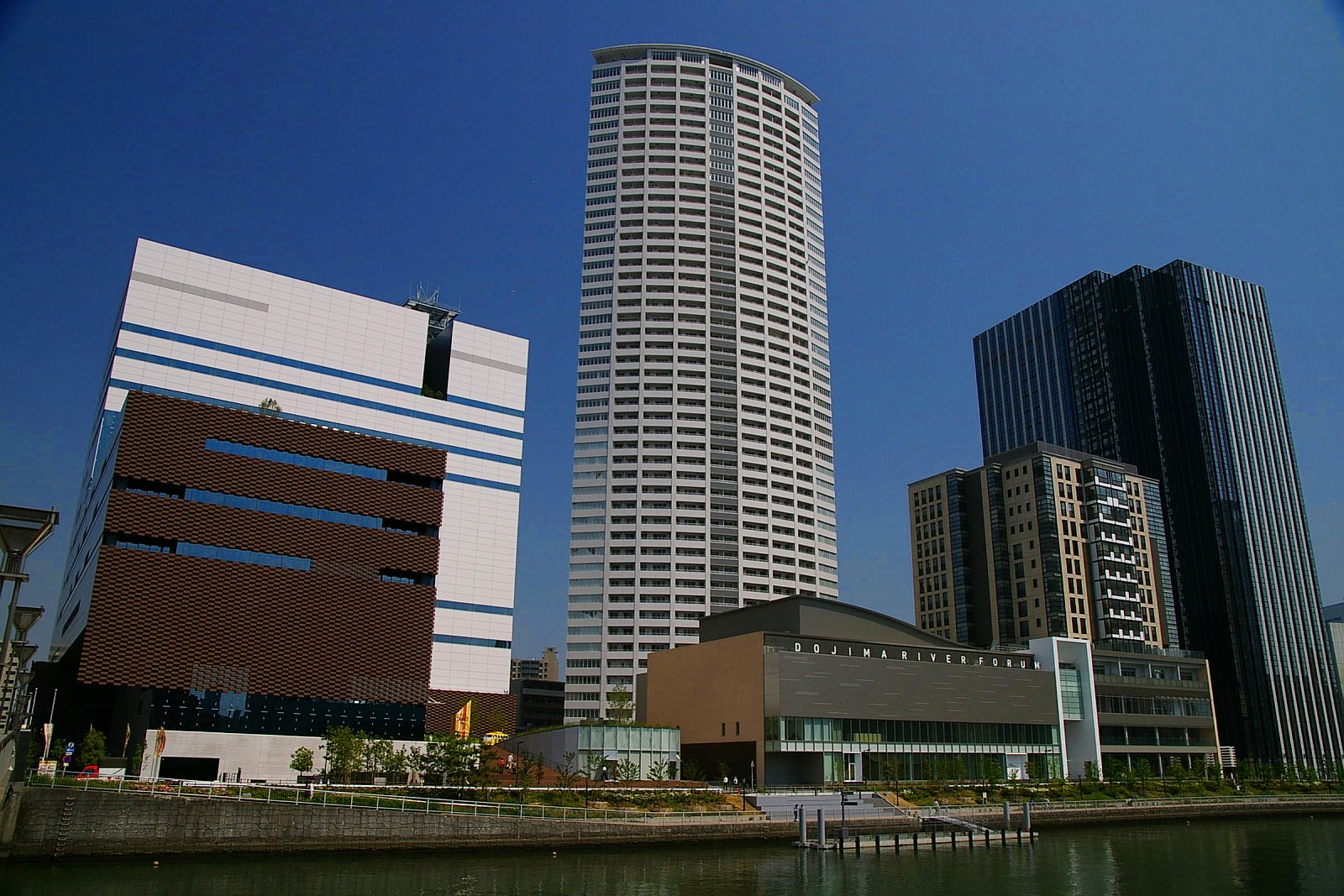
Distretto di Hotarumachi

- City Tower Nishi-Umeda (residenziale) 177 m per 50 piani
- The Tower Osaka (residenziale) 177 m per50 piani
- King Mansion Dōjimagawa (residenziale) 142 m per 43 piani
- City Tower Osaka Fukushima (residenziale) 129 m per 37 piani
- Fukushima Gardens Tower (residenziale) 118 m per 34 piani
- Osaka Nakanoshima Combined Government Office Building 115 m per 24 piani
- Gate Tower Building, con parte dell'Autostrada Hanshin che entra direttamente fra il 5º e il 7º piano dell'edificio
- Laxa Osaka, Hotel Hanshin
- Wiste (centro commerciale)

### Biblioteche
- Biblioteca comunale di Fukushima

### Parchi
- Parco del fiume Yodo
- Parco di Shimo-Fukushima

### Ospedali
- Ospedale Osaka Kouseinenkin
- Ospedale Kansai Electric Power

### Shopping
- WISTE
- JUSCO, supermercato
- Yamada Denki, elettronica
- Kohnan, oggettistica per la casa

### Sedi di aziende
- Ferrovie Hanshin
- Asahi Broadcasting Corporation
- Osaka Nikkan Sports (quotidiano sportivo)

### Fabbriche e impianti
- Dainippon Sumitomo Pharma
- Shionogi
- Toppan Printing
- Rengo
- Fukuyama Trasporti

### Informazione e comunicazione
- NSPIXP-3 (IX) at Softbank IDC

### Siti storici
- Luogo di nascita di Fukuzawa Yukichi
- Monumento Sakaro-no-matsu
- Santuario di Fukushima Tenmangū
- Santuario di Noda Ebisu Jinja

## Stazioni ferroviarie
- JR West
  - Stazione di Noda
  - Stazione di Fukushima
  - Stazione di Shin-Fukushima
  - Stazione di Ebie
- Ferrovie Hanshin
  - Stazione di Noda
  - Stazione di Fukushima
  - Stazione di Yodogawa
- Metropolitana di Osaka (Indicate le maggiori stazioni)
  - Nodahanshin
  - Tamagawa
- Ferrovie Keihan
- Stazione di Nakanoshima